# Tosca Musk
Tosca Musk (sinh năm 1974) là một nhà làm phim người Canada gốc Nam Phi.  Cô là nhà sản xuất điều hành, nhà sản xuất và đạo diễn phim truyện, chương trình truyền hình và nội dung web.  Các tác phẩm của cô bao gồm Driven của K. Bromberg, Playbook Matchmaker của Rachel van Dyken và sê-ri web của cô, Tiki Bar TV. Bộ phim truyền hình Hallmark của cô, Holiday Engagement là bộ phim truyền hình được xem nhiều nhất trên Hallmark. Tosca là em gái của doanh nhân Elon Musk và Kimbal Musk và con gái của Maye Musk. Cô đồng sáng lập dịch vụ phát trực tuyến Passionflix

## Thời trẻ
Musk sinh ra ở Nam Phi và lớn lên ở Canada được nuôi dưỡng bởi mẹ cô, Maye Musk. Tosca đã tham dự Đại học British Columbia vào những năm 1990.